# Tranter Glacier
Tranter Glacier är en glaciär i Antarktis. Den ligger i Östantarktis. Nya Zeeland gör anspråk på området. Tranter Glacier ligger 867 meter över havet.
Terrängen runt Tranter Glacier är bergig åt sydost, men åt nordväst är den kuperad. Terrängen runt Tranter Glacier sluttar norrut. Trakten är obefolkad. Det finns inga samhällen i närheten. 